# Rothschildhaus

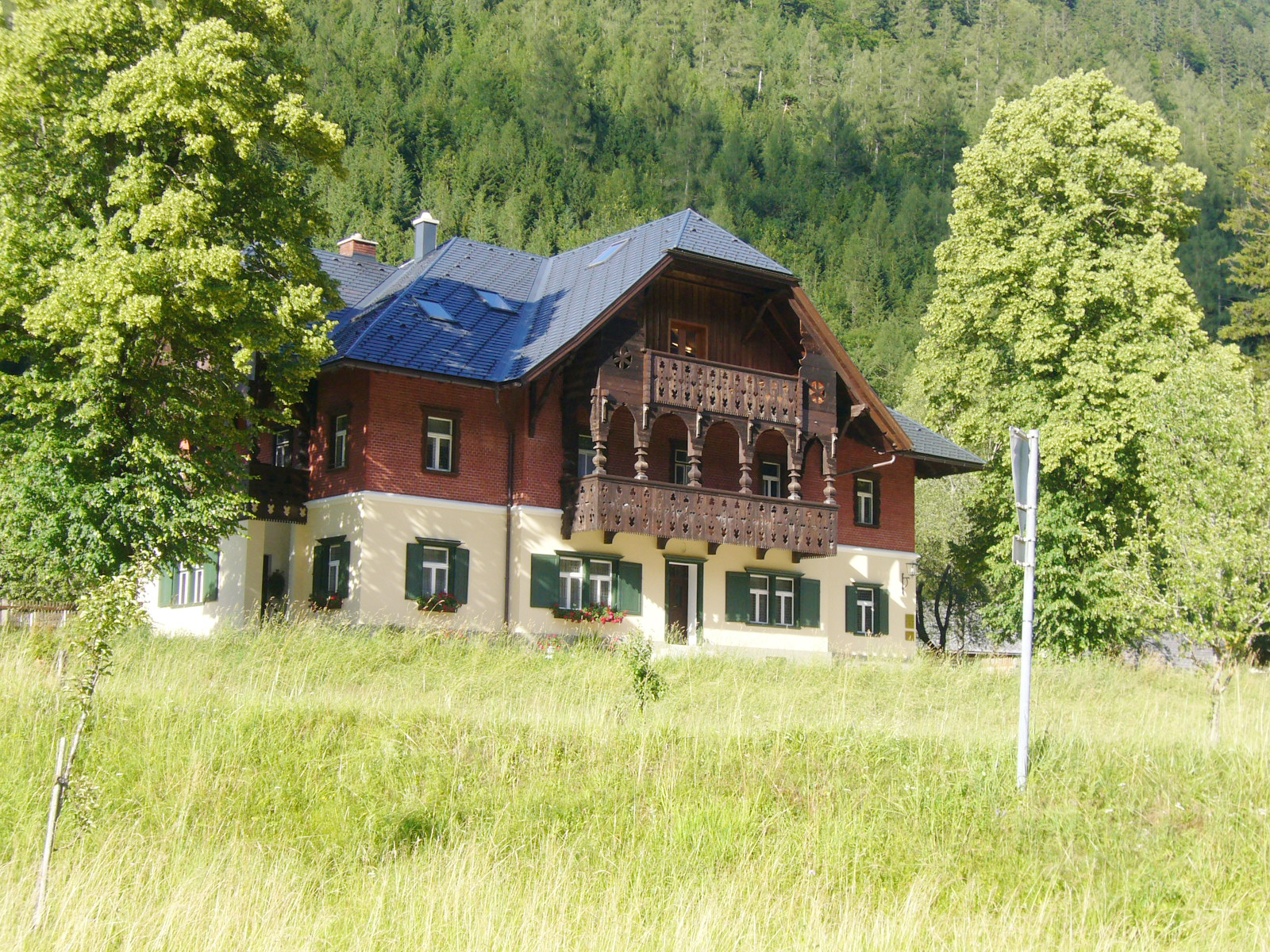
Rothschildhaus in Langau-Maierhöfen

Das Rothschildhaus ist die Bauform eines Jagd- oder Forstgebäudes aus der Zeit der Jahrhundertwende, insbesondere eines Herrensitzes, die im Ybbstal in der niederösterreichischen Eisenwurzen vorkommt. Die Bezeichnung geht auf die Besitzer und Erbauer der Häuser, die nobilitierte Wiener Bankiersfamilie Rothschild, zurück, die in der Region ausgedehnte Wald- und Forstbesitzungen besaß.

## Geschichte

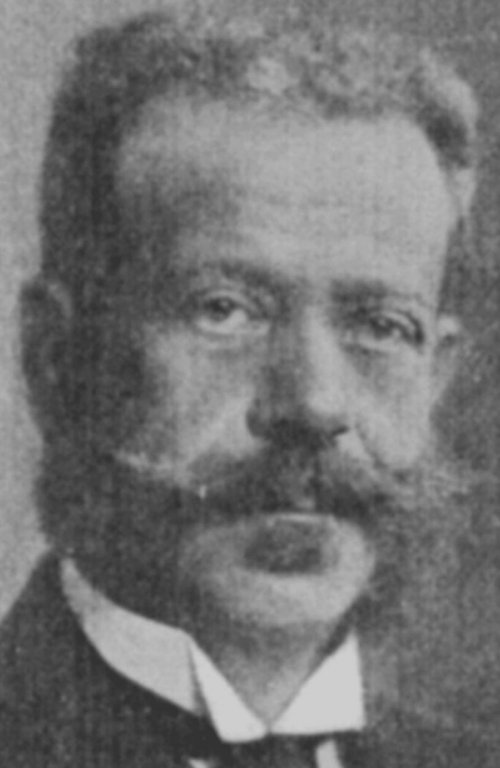
Albert von Rothschild (um 1910)

Anselm von Rothschild hinterließ nach seinem Tod 1874 seinen Söhnen Albert, Ferdinand und Nathaniel ein riesiges Vermögen. Albert von Rothschild übernahm die Bankgeschäfte (Creditanstalt und Bankhaus S. M. v. Rothschild) als Haupterbe. 1875 erwarb er für 2,5 Millionen Gulden die Besitzungen der im Zuge des Wiener Börsenkrachs 1873 bankrottgegangenen Aktiengesellschaft für Forstunternehmungen der Grafen Festetics im Ybbs- und Erlauftal im Ausmaß über 28.200 Hektar. Damit wurde Rothschild mit einem Schlag zum größten Grundbesitzer in Niederösterreich. Der Kaufpreis entsprach lediglich eines Viertels des Wertes von 1872.
Für Rothschild sollte der riesige Besitz fortan als Jagdrevier ein Zentrum seiner Besitzungen darstellen. Er renaturierte die teilweise überholzten Wälder und verschonte damit den Urwald Rothwald gänzlich. Zudem erweiterte er den Besitz mehrmals, so dass er im Jahre 1910 über 31.000 Hektar groß war.
Gemeinsam mit seiner Frau Bettina war Baron Albert Rothschild zudem ein sehr wohltätiger Mensch, er hinterließ in Waidhofen an der Ybbs ein umgestaltetes Schloss und viele technische Neuerungen (u. a. ein Elektrizitätswerk im Schlosspark). Zudem war er auch Ehrenbürger der Stadt.
Nach dem Tod Albert Rothschilds im Jahr 1911 wurde der Besitz unter seinen Söhnen Alfons Mayer, Louis Nathaniel und Eugen aufgeteilt. Die Domäne Gaming mitsamt den dortigen Rothschildhäusern ging an Alfons über, nach dessen Tod (1942 im Exil in den USA) erbte seine Frau Clarice den Besitz und erhielt ihn nach dem Zweiten Weltkrieg restituiert. Ihre Tochter Bettina Looram war die letzte Erbin aus der Dynastie der Rothschilds und verstarb 2012 auf ihrem Besitz in der Langau. Deren Tochter Bettina Burr verkaufte den Besitz 2019 an die Kärntner Industriellenfamilie Prinzhorn.

## Schweizer Chalet-Baustil

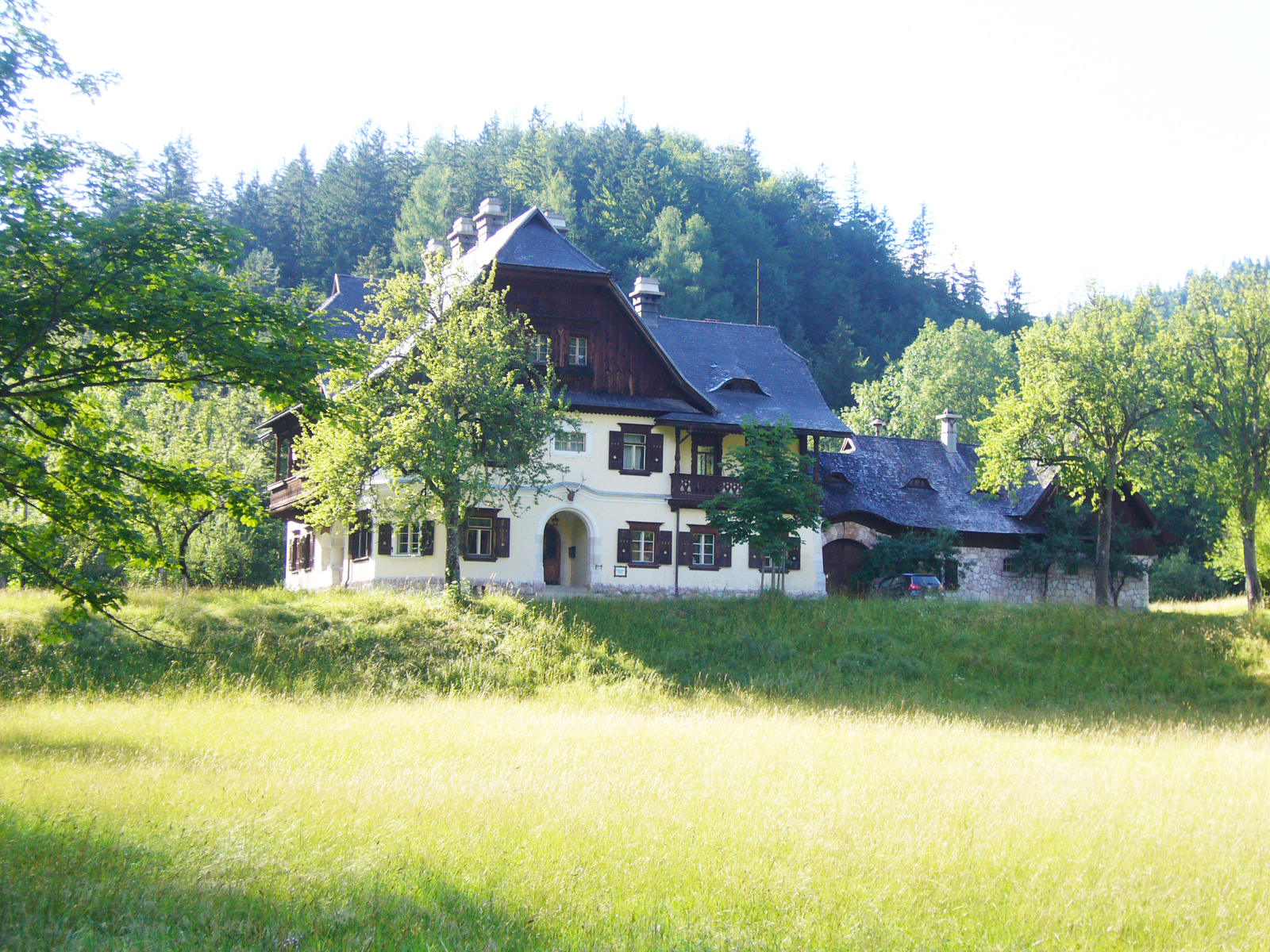
Rothschildhaus in Langau-Maierhöfen

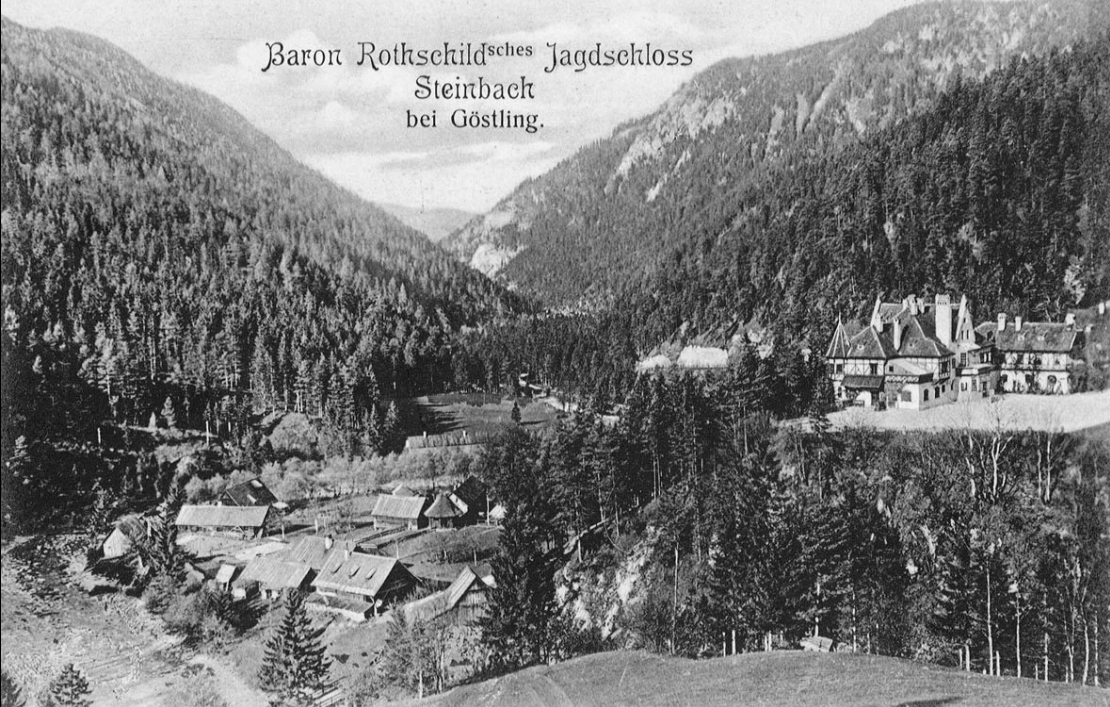
Jagdschloss im Steinbachtal (um 1905)

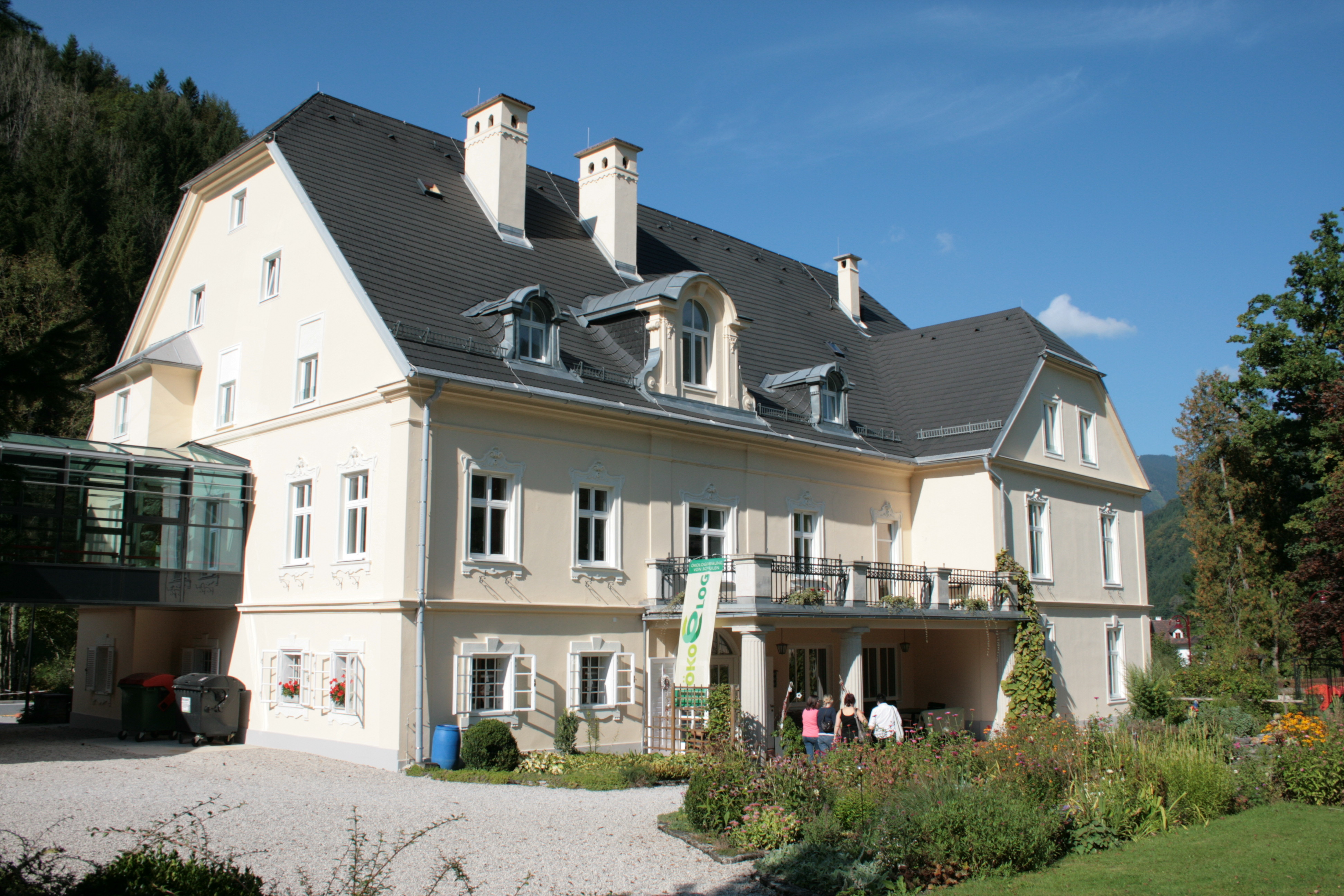
Ehemaliges Jagdschloss in Hollenstein

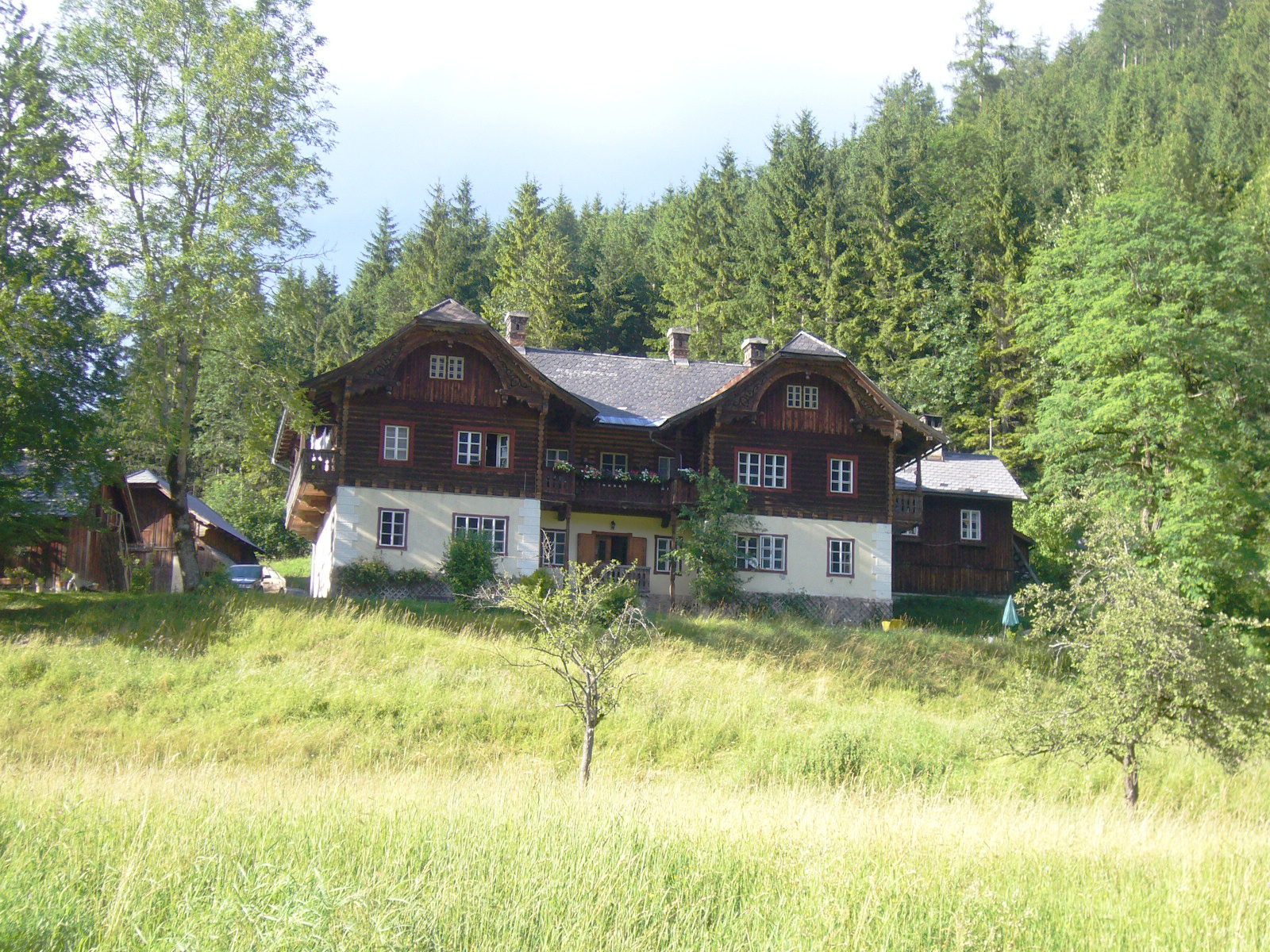
Rothschildhaus in Langau-Maierhöfen

Zahlreiche Häuser der Herrschaft Rothschild zwischen den Ortschaften Lackenhof und Langau bei Gaming sowie im Steinbachtal bei Göstling, in Hollenstein und Atschreith bei Waidhofen wurden Ende des 19. Jahrhunderts im damals sehr beliebten Schweizer Chaletstil errichtet (so beispielsweise die Forstverwaltung, Postamt, Schlosserei, Jagdschloss usw.). Die Gebäude sind mittlerweile über 100 Jahre alt und werden nach wie vor bewohnt, sind aber mittlerweile an diverse Besitzer übergegangen.

### Jagdvilla Langau
Die am sogenannten Holzhüttenboden am Fuße des Dürrensteins zwischen Langau und Neuhaus gelegene Liegenschaft mit Jagdvilla mit angeschlossenen Gästehäusern und Wirtschaftsgebäuden wurden zum Lieblingsplatz der Familie Rothschild und Herzstück der Besitzungen. Der Baustil der Häuser im Chaletstil prägte die gesamte Region. Die Liegenschaft umfasste neben der Jagdvilla einen 15 Hektar großen Park, eine eigene Meierei mit 16 bis 20 Kühen, einen Fischteich, Pferdeställe, Gewächshäuser, eine Kegelbahn, eine Sternwarte sowie Garagen und ein eigenes Elektrizitätswerk. Für die Jagdvilla malte Franz Xaver Pausinger, Lieblingsmaler Albert Rothschilds, Gemälde und war auch selbst des Öfteren in der Langau zu Gast.
Nach Albert Rothschild erbte sein Sohn Alfons die Herrschaft, er wurde 1938 von den Nationalsozialisten enteignet. Seine Gattin Clarice erhielt die Domäne nach einigem Ringen 1948 schließlich restituiert. Ihre Tochter Bettina Looram (1924–2012) nutzte den Besitz intensiv und verstarb hier 2012. Heute werden die mittlerweile an die Familie Prinzhorn verkauften Gebäude als Ferienwohnungen genutzt.

### Jagdvilla Atschreith
1907 kaufte Albert Rothschild das Forstgut in Atschreith bei Waidhofen von Albert Frank, 1912 ließ sich sein Sohn Louis Nathaniel vom Architekten Carlo von Boog (nach anderen Quellen von einem unbekannten Architekten) eine Jagdvilla mit diversen Wirtschaftsgebäuden und Wohnhäusern für die Angestellten bauen. In der NS-Zeit wurde die enteignete Villa als NS-Gästehaus genutzt. Heute gehört sie der niederösterreichischen Unternehmerfamilie Umdasch, die die Jagdgebiete als Unternehmen zur Erholung und zu Geschäftseinladungen betreibt.

### Jagdhaus Steinbachtal
Das große Jagdhaus bei Göstling an der Ybbs am Ende des Steinbachtales brannte vor einigen Jahren ab.

### Jagdschloss Hollenstein
Dieser ursprünglich der Prinzessin Hohenlohe-Waldenburg gehörende Besitz in Hollenstein an der Ybbs wurde unter dem Namen „Unter der Leuthen“ bekannt und Ende des 19. Jahrhunderts von Albert Rothschild erworben. Es war im Kern ein altes Hammerherrenhaus und wurde vom neuen Besitzer ausgebaut. Das Schloss wurde später an die Bundesforste verkauft und beherbergt heute eine landwirtschaftliche Fachschule.

## Soziale Rolle
Die Familie Rothschild spielte aufgrund ihres großen Besitzes eine bedeutende Rolle im südlichen Mostviertel, sie beschäftigte vor dem Ersten Weltkrieg 67 Forstbeamte und ca. 950 Waldarbeiter. Entgegen seines Wirkens in Wittkowitz, wo er als „knallharter Kapitalist“ galt, war Baron Albert Rothschild auf seinen Domänen ein beliebter und sozialer Dienstgeber.
Die Forst- und Sägewerksarbeiter bekamen eine eigene Pensionskasse und eine geregelte Altersversorgung. 1888 wurde ein eigenes Lebensmittelmagazin errichtet, in welchem sich die Mitarbeiter zum Selbstkostenpreis verpflegen konnten. Ein Betriebsarzt und ein kleines Spital mit eigener Krankenschwester sorgte für das gesundheitliche Wohl der Forstarbeiter.
Baronin Bettina ließ in Göstling ein Kinderheim für die Kinder der Forstarbeiter errichten. In Gaming baute die Familie ein Pensionsheim für ehemalige arbeitsunfähige Rothschild-Forstarbeiter, die damit von der sogenannten unverschuldeten Armut betroffen waren, und in Trübenbach 1895 eine Volksschule für die Waldarbeiterkinder. Die Familie trug immer wieder durch Spenden dazu bei, das Leid der Bevölkerung zu mildern, für das Gemeinwohl und für infrastrukturelle Maßnahmen der Stadt Waidhofen. Eine eigene „Betriebsfeuerwehr Rothschild’sche Forstverwaltung Langau“ war für den Brandschutz und die Sicherheit zuständig. Obwohl eine jüdische Familie, besaßen die Rothschilds die Patronatsrechte mehrerer Pfarren auf dem Gebiet ihrer Domänen.
Im Gebiet der Langau wird laut der Museumsleiterin Eva Zankel noch heute respektvoll und dankbar an die Familie Rothschild gedacht.

## Weitere Rothschild-Besitzungen in Niederösterreich

### Schloss Waidhofen an der Ybbs
→ Hauptartikel: Rothschildschloss

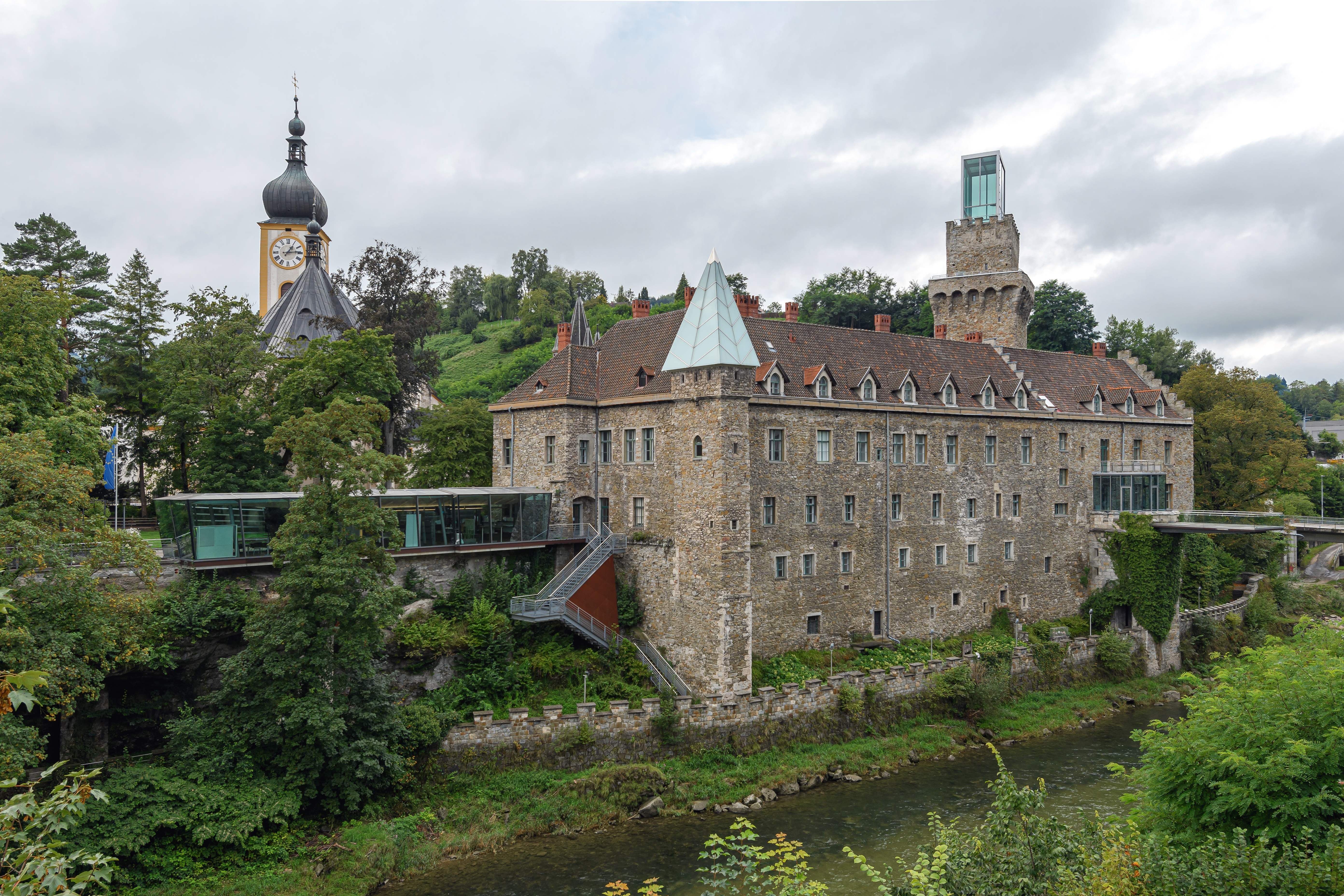
Das Rothschildschloss in Waidhofen

Mit dem Kauf der Herrschaften Gaming und Waidhofen an der Ybbs begann die neugotische Bautätigkeit Albert von Rothschilds, mit welcher er den Dombaumeister Friedrich von Schmidt beauftragte. Schmidt, Dombaumeister der Bauhütte St. Stephan in Wien, hatte sich einen Namen als Restaurator mittelalterlicher Burgen und Baumeister neugotischer Bauwerke gemacht (Votivkirche und Rathaus in Wien). Er arbeitete vor allem am Ausbau des Innenhofes und der Errichtung des Stöckl-Gebäudes. Das Schloss wurde zum Zentrum der Rothschild-Besitzungen in Niederösterreich ausgebaut.
Louis Nathaniel Rothschild, Alberts Sohn und Erbe der Herrschaft Waidhofen, ließ das Schloss mit französischen Möbeln und auch den Schlosspark mit Spazierwegen neu gestalten. Es diente als Wohnresidenz und Zentrale der Forstverwaltung in Waidhofen und wurde 1938 enteignet. Nach der Rückstellung vermachte Louis Rothschild das devastierte Schloss der Republik Österreich.

### Pavillon Mauer
Carlo von Boog entwarf einen Pavillon in der Nervenheilanstalt Mauer speziell für den schwer behinderten Sohn von Albert und Bettina Rothschild. Das als architektonisches Prachtstück geschilderte Gebäude wurde im Jahr 1975 abgebrochen.

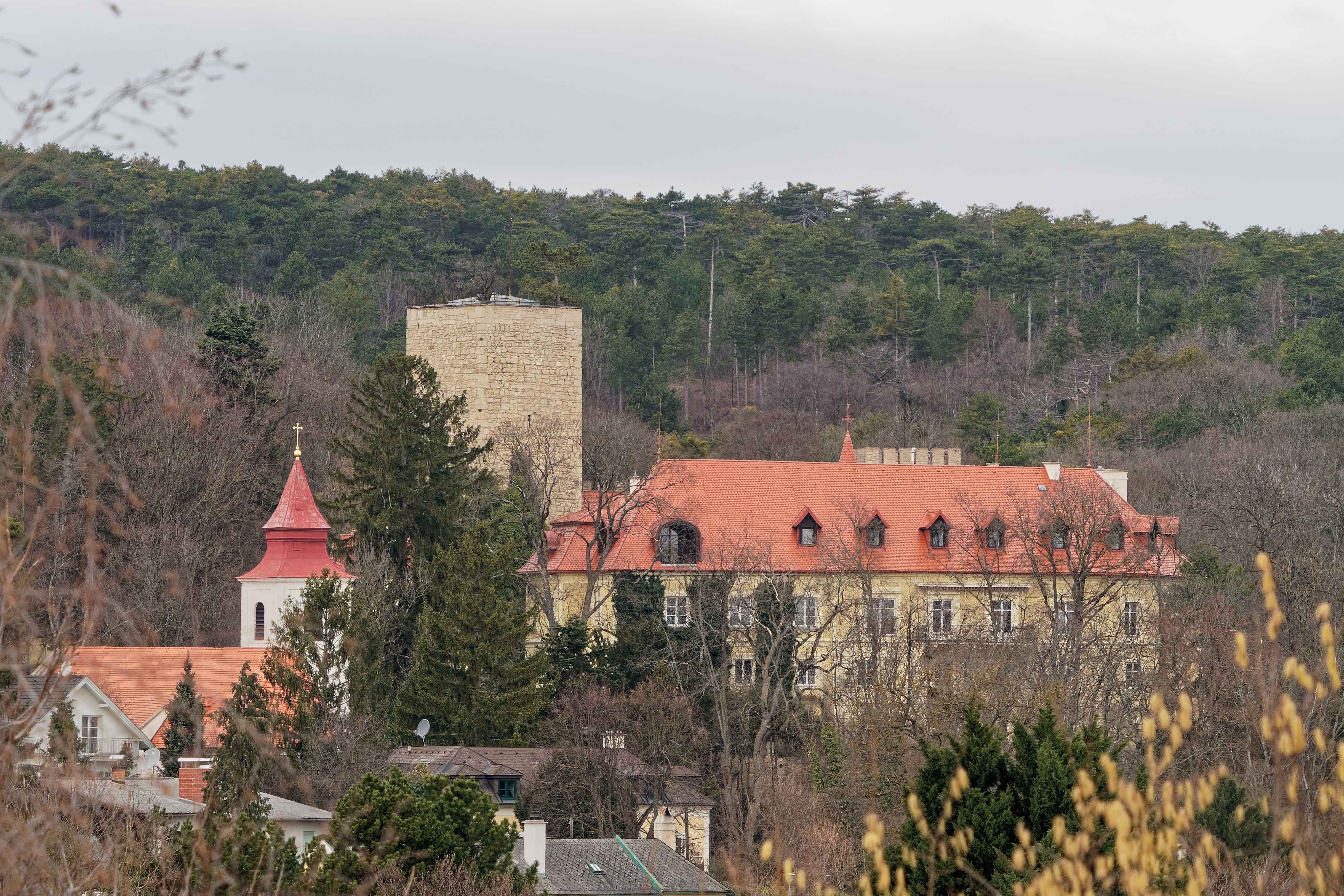
Schloss Enzesfeld

### Schloss Enzesfeld
Zu den weitläufigen Besitzungen Albert Rothschilds gehörte auch das Schloss in Enzesfeld-Lindabrunn bei Wien, welches nach seinem Tod auf seinen jüngsten Sohn Eugen überging. Dieses beherbergte 1936 unter anderem Edward VIII. und Wallis Simpson als Gäste.

### Schloss Rothschild in Reichenau
→ Hauptartikel: Schloss Rothschild
Nathaniel von Rothschild ließ sich das Schloss in Reichenau an der Rax im französischen Stil bauen, verschenkte es jedoch bereits 1889.